# Сайклінг-процес
Сайклінг-процес (рос. сайклинг-процесс; англ. cycling process; нім. Cyclingprozeß) — технологія розробки газоконденсатного родовища шляхом зворотного часткового або повного нагнітання в розроблюваний газоконденсатний поклад сухого (відбензиненого) газу (після вилучення з нього конденсату) з метою вилучення конденсату-аерозолю, сповільнення темпу падіння пластового тиску, запобігання ретроградним явищам у пласті і забезпечення таким чином повнішого вилучення конденсату.
Застосовують різні процеси — повний сайклінг (із закачуванням всього видобутого газу), неповний сайклінг (із поверненням у пласт частини видобутого газу), канадський сайклінг (газ закачується в літній період, а відбирається у період найбільшого споживання).

## Загальна характеристика
При С.-п. використовується газ, що видобувається на даному родовищі або на інших родовищах після вилучення висококиплячих вуглеводнів (С5+вище). Підтримування пластового тиску запобігає процесу виділення в продуктивному пласті з пластового газу висококиплячих вуглеводнів, що може мати місце в результаті ретроградної конденсації. Із висококиплячих вуглеводнів утворюється газовий конденсат, який при виділенні в пласті є практично втраченим. С.-п. застосовується у випадку, коли є можливість консервації запасів газу даного родовища протягом певного часу. Залежно від співвідношення об'єму закачуваного та видобутого газу розрізняють повний та частковий С.-п. При повному С.-п в пласт нагнітають весь видобутий із родовища газ після вилучення з нього вуглеводнів С5+вище. Оскільки об'єми видобутого газу, що зведені до пластових умов, перевищують об'єми його нагнітання в пласт (в аналогічних умовах), то підтримувати пластовий тиск на початковому рівні не вдається і він знижується на 3-7 %. Тому якщо тиск початку конденсації пластової суміші приблизно дорівнює початковому пластовому тиску в покладі, то в продуктивному пласті відбувається часткова конденсація висококиплячих вуглеводнів, а прогнозний коефіцієнт вилучення конденсату із пласта при повному С.-п. сягає 70-80 %. Для підтриання пластового тиску на початковому рівні необхідно зменшення об'єму закачуваного газу компенсувати за рахунок залучення газу з інших родовищ. При частковому С.-п. в пласт нагнітають тільки частину видобутого газу (після вилучення з нього висококиплячих вуглеводнів). Співвідношення об'ємів (що приведені до пластових умов) закачуваного та відібраного газу становить 60-85 %. У цьому випадку зниження пластового тиску може сягати уже 40 % від початкового, а тоді більша частина висококиплячих вуглеводнів залишається в пластовому газі. Прогнозний коефіцієнт вилучення конденсату при частковому С.-п. зменшується до 60-70 %. Повний і частковий С.-п. може проводитися або одразу після введення родовища в експлуатацію, або після розробки його протягом деякого часу в режимі виснаження. Однак чим пізніше починається реалізація С.-п. тим нижчий коефіцієнт конденсатовилучення із пласта. Доцільність застосування С.-п. визначається економічною ефективністю, яка досягається за рахунок додаткового видобутку конденсату (порівняно з розробкою родовища на режимі виснаження). Як правило, С.-п. здійснюється на родовищах з початковим вмістом конденсату в пластовому газі вище 200 г/м3. Ефективність застосування С.-п. визначається також ступенем зміни проникності продуктивного пласта за вертикалі. Для родовищ з високим ступенем неоднорідності пласта-колектора С.-п. може виявитися малоефективним навіть при великому вмісті конденсату в газі.
Повний С.-п. рекомендується застосовувати на родовищах, пластові суміші яких мають круті ізотерми пластових втрат конденсату (будуються за результатами досліджень процесу диференціальної конденсації). В цьому випадку навіть невелике (на 10-15 %) зниження пластового тиску приводить до значних втрат конденсату в пласті (до 50 % від початкових запасів). Частковий С.-п. здійснюється на родовищах, пластові суміші яких мають пологі криві ізотерми пластових втрат конденсату; тоді при зниженні пластового тиску на 30-40 % від початкового із пластового газу виділяється до 20 % конденсату (від його початкових запасів), а залишений в пластовому газі конденсат видобувається разом з газом на поверхню. Конденсат, що випав раніше в продуктивному пласті, може бути частково видобутий із пласта за рахунок його випаровування при проходженні над ним свіжих порцій газу, що нагнітається в пласт. Вибір варіанта С.-п., в тому числі і співвідношення об'ємів закачуваного та відібраного газів, проводиться в результаті техніко-економічних розрахунків, які враховують також особливості родовища, потребу регіону в природному газі та конденсаті. При здійсненні С.-п. для збільшення коефіцієнта охоплення пласта нагнітальним газом експлуатаційні та нагнітальні свердловини розміщують, як правило, кільцевими рядами з максимально великими відстанями один від одного. Оскільки приймальна здатність нагнітальних свердловин часто перевищує продуктивність експлуатаційних, то кількість нагнітальних свердловин на родовищі в 1,5-3 рази менша від кількості експлуатаційних.
Тривалість сайклінг-процесу значно залежить від початкового вмісту газового конденсату в пласті. Економічно виправдана тривалість може бути визначена за експериментально встановленим співвідношенням вмісту газового конденсату у видобувному газі до і після здійснення процесу. Оптимізація режиму сайклінг-процесу полягає у визначенні числа експлуатаційних і нагнітальних свердловин, діаметрів збірних і нагнітальних трубопроводів, потужностей устатковання для вилучення рідких вуглеводнів і дотискувальної компресорної станції. При цьому використовується газ, що видобувається на даному родовищі або на інших родовищах після вилучення висококиплячих вуглеводнів (С5+вище). Підтримування пластового тиску запобігає процесу виділення в продуктивному пласті з пластового газу висококиплячих вуглеводнів, що може мати місце в результаті ретроградної конденсації. Із висококиплячих вуглеводнів утворюється газовий конденсат, який в разі виділення в пласті є практично втраченим. С.-п. застосовується у випадку, коли є можливість консервації запасів газу даного родовища протягом деякого часу. Залежно від співвідношення об'єму запомповуваного та видобутого газу розрізняють повний та частковий С.-п. За повного С.-п у пласт нагнітають весь видобутий із родовища газ після вилучення з нього вуглеводнів С5+вище. Оскільки об'єми видобутого газу, що зведені до пластових умов, перевищують об'єми його нагнітання в пласт (в аналогічних умовах), то підтримувати пластовий тиск на початковому рівні не вдається і він знижується на 3-7 %. Тому якщо тиск початку конденсації пластової суміші приблизно дорівнює початковому пластовому тиску в покладі, то в продуктивному пласті відбувається часткова конденсація висококиплячих вуглеводнів, а прогнозний коефіцієнт вилучення конденсату із пласта за повного С.-п. сягає 70-80 %. Для підтримання пластового тиску на початковому рівні необхідно зменшення об'єму запомповуваного газу компенсувати за рахунок залучення газу із інших родовищ. За часткового С.-п. у пласт нагнітають тільки частину видобутого газу (після вилучення з нього висококиплячих вуглеводнів). Співвідношення об'ємів (що зведені до пластових умов) запомповуваного та відібраного газів складає 60-85 %. У цьому випадку зниження пластового тиску може сягати уже 40 % від початкового, а тоді більша частина висококиплячих вуглеводнів залишається в пластовому газі. Прогнозний коефіцієнт вилучення конденсату за часткового С.-п. зменшується до 60-70 %. Повний і частковий С.-п. може проводитися або одразу після введення родовища в експлуатацію, або після розробки його протягом деякого часу в режимі виснаження. Однак чим пізніше починається реалізація С.-п., тим нижче коефіцієнт конденсатовилучення із пласта. Доцільність застосування С.-п. визначається економічною ефективністю, яка досягається за рахунок додаткового видобутку конденсату (порівняно з розробкою родовища на режимі виснаження). Як правило, С.-п. здійснюється на родовищах з початковим вмістом конденсату в пластовому газі вище 200 г/м3. Ефективність застосування С.-п. визначається також ступенем зміни проникності продуктивного пласта по вертикалі. Для родовищ з високим ступенем неоднорідності пласта-колектора С.-п. може виявитися малоефективним навіть за великого вмісту конденсату в газі.
Сайклінг-процес широко застосовується на родовищах із вмістом конденсату понад 100 см3/м3 і при запасах газу від 10 млрд м3 і більших при близькості початкового пластового тиску і тиску початку конденсації.
Недоліки застосування сайклінг-процесу широко відомі, до основних з них належать такі:
- — великі капітальні вкладення і необхідність створення спеціального обладнання при експлуатації родовищ з високими пластовими тисками; великі експлуатаційні витрати;
- — зниження надійності промислового обладнання (свердловинного і наземного) у зв'язку зі збільшенням терміну експлуатації, особливо при наявності агресивних компонентів в продукції, що видобувається.